# Alicia Herreraová
Alicia Carolina Herreraová Arráezová (* 26. února 1975) je bývalá venezuelská zápasnice – judistka.

## Sportovní kariéra
Připravovala se v univerzitním sportovním klubu UCLA v Barquisimetu ve státě Lara pod vedením svého otce Héctora. Ve venezulské ženské reprezentaci se pohybovala od roku 1993 v lehké váze do 57 (56) kg. V roce 1996 a 2000 se na letní olympijské hry nekvalifikovala. Od roku 2002 se ve venezuelském reprezentačním výběru neprosazovala.

## Výsledky
| Turnaj                  | 1993       | 1994       | 1995       | 1996       | 1997       | 1998       | 1999       | 2000       | 2001       |
| Turnaj                  | 18         | 19         | 20         | 21         | 22         | 23         | 24         | 25         | 26         |
| Turnaj                  | lehká váha | lehká váha | lehká váha | lehká váha | lehká váha | lehká váha | lehká váha | lehká váha | lehká váha |
| ----------------------- | ---------- | ---------- | ---------- | ---------- | ---------- | ---------- | ---------- | ---------- | ---------- |
| Olympijské hry          |            |            |            | —          |            |            |            | —          |            |
| Mistrovství světa       | —          |            | —          |            | úč.        |            | úč.        |            | úč.        |
| Panamerické hry         |            |            | ?          |            |            |            | 5.         |            |            |
| Panamerické mistrovství |            | ?          |            | úč.        | úč.        | 2.         | 2.         | —          | —          |
| Jihoamerické hry        |            | ?          |            |            |            | ?          |            |            |            |
| Středoamerické a k. hry | 2.         |            |            |            |            | 2.         |            |            |            |
| Bolívarské hry          | —          |            |            |            | —          |            |            |            | —          |